# こども手話ウイークリー
こども手話ウイークリー（こどもしゅわウイークリー）は、1998年4月10日
からNHK教育テレビで放送されている手話ニュース番組。

## 概要
毎週日曜日に10分間放送。1週間に起きた様々な情勢について、手話通訳に字幕スーパーやナレーションを交えて解説している。
特に児童・生徒に見てもらうことを主眼においたわかりやすい解説を心がけている。

## 放送時間
（出典：）
| 放送期間   | 放送期間   | 放送時間（日本時間）       |
| ---------- | ---------- | -------------------------- |
| 1998.04.10 | 1999.04.02 | 金曜 19:20 - 19:30（10分） |
| 1999.04.09 | 2000.03.31 | 金曜 19:35 - 19:45（10分） |
| 2000.04.07 | 2001.03.30 | 金曜 19:20 - 19:30（10分） |
| 2001.04.06 | 2004.04.02 | 金曜 18:50 - 19:00（10分） |
| 2004.04.09 | 2008.03.28 | 金曜 19:50 - 20:00（10分） |
| 2008.04.06 | 2015.03.29 | 日曜 19:45 - 19:55（10分） |
| 2015.04.05 | 2017.04.02 | 日曜 18:50 - 19:00（10分） |
| 2017.04.09 | 以降       | 日曜 17:50 - 18:00（10分） |

## 出演者・登場人物

### キャスター
- 工藤咲子、竹村祐樹（NHK手話ニュース関連兼務）

## ナレーション
- 鎌倉みどり
- 柘植恵水
- 大沼ひろみ
- 石井麻由子

## テーマ音楽
- 2008年4月 - 2014年3月：篠崎央彡
- 2014年4月 - 2018年3月：山本寛
- 2018年4月 - ：小倉昌浩